# Thé aux Pays-Bas
Le thé aux Pays-Bas est répandu ; le pays est une plate-forme d'échange de la marchandise au niveau mondial.

## Histoire
De sa fondation en 1602 à la prise d'ampleur de la Compagnie britannique des Indes orientales en 1669, la Compagnie néerlandaise des Indes orientales contrôle l'essentiel du commerce mondial du thé et de ses ustensiles en porcelaine. Le thé arrive aux Pays-Bas en 1610 en petite quantité, puis s'étend rapidement au cours du siècle. Ils importent de la porcelaine de Nagasaki dès 1650. Le thé, quant à lui, est cultivé en Chine et importé via Batavia ; au siècle suivant, les Néerlandais installent des plantations de thé à Java et à Sumatra.
Dans les années 1600, l'habitude de boire du thé est répandue dans l'ensemble des classes supérieures des Pays-Bas. Ce sont aussi les Néerlandais qui amènent les premières cargaisons de thé sur les continents américains, majoritairement en provenance de Chine. Les produits du thé sont envoyés à Amsterdam, puis distribués à la noblesse de toute l'Europe.

## Consommation

### Préparation
Le thé en sachet néerlandais tend à avoir un goût peu prononcé. Il n'est pas préparé avec des rituels particuliers.

### Ustensiles
Le thé est généralement servi dans un verre plutôt que dans une tasse.

## Demande
En juillet 2020, les Néerlandais boivent surtout du thé noir, suivi par des mélanges à base de thé vert et des infusions.
Les thés les plus appréciés dans le pays sont le thé à la menthe et le thé au gingembre (en), tous deux agrémentés de larges feuilles de menthe ou morceaux de gingembre directement dans le verre.